# Howland-sziget
A Howland-sziget egy lakatlan atoll az egyenlítőtől északra a Csendes-óceán középső részén, 3100 km-re délnyugatra Honolulutól. A sziget, mely körülbelül félúton fekszik Ausztrália és Hawaii között, az Egyesült Államok önkormányzattal nem rendelkező külbirtoka.
A sziget lett volna az amerikai pilótanő, Amelia Earhart utolsó állomása 1937. július 2-án, mielőtt föld körüli útján továbbrepült volna az Egyesült Államok felé. Azonban a repülőgép soha nem érte el a szigetet, amelyre ebből az alkalomból egy ideiglenes kifutópályát építettek, és a kérdéses napon az USA haditengerészetének több tagja is az egyébként lakatlan szigeten tartózkodott.